# Metazygia isabelae
Espèce
Metazygia isabelae est une espèce d'araignées aranéomorphes de la famille des Araneidae.

## Distribution
Cette espèce est endémique du Tocantins au Brésil,.

## Description
Le mâle holotype mesure 4,8 mm.

## Étymologie
Son nom d'espèce lui a été donné en référence au lieu de sa découverte, Santa Isabel do Morro.

## Publication originale
- Levi, 1995 : The Neotropical orb-weaver genus Metazygia (Araneae: Araneidae). Bulletin of the Museum of Comparative Zoology, vol. 154, no 2, p. 63-151 (texte intégral).